# Monumento a Ramos de Azevedo
O Monumento a Ramos de Azevedo é um conjunto escultórico em bronze e granito, localizado na cidade de São Paulo. Foi executado pelo escultor ítalo-brasileiro Galileo Emendabili, como uma homenagem póstuma a Francisco de Paula Ramos de Azevedo, um dos mais importantes nomes da arquitetura e do urbanismo em São Paulo. O artista faleceu em 12 de Junho de 1928 e o monumento em sua homenagem escolhido por meio de concurso, foi inaugurado em 25 de janeiro de 1934, aniversário da cidade, na avenida Tiradentes, em frente ao edifício da Pinacoteca do Estado – importante obra do engenheiro-arquiteto. Em 1973, devido às obras do metrô, o monumento foi transferido para a Cidade Universitária Armando de Salles Oliveira, onde permanece, até hoje, na praça que leva o nome do arquiteto, próxima à Escola Politécnica, instituição que ajudou a criar. O monumento começou a ser construído em 1929, no entanto, levou seis anos para ser construído.

## Ramos de Azevedo
Francisco de Paula Ramos de Azevedo (1851-1928) foi um célebre arquiteto nascido em Campinas, interior de São Paulo, autor de vários edifícios públicos e privados de São Paulo. Estudou Engenharia Civil, e logo depois Engenharia e Arquitetura na École Spéciale du Génie Civil et des Arts et Manufactures da Universidade de Gante na Bélgica. Azevedo era criativo e se cercava de liberdade para a execução de cada projeto, seu estilo de arquitetura era o ecletismo, no qual foi representante. Ramos foi pioneiro e responsável pela nova forma urbana de São Paulo, afastando os parâmetros coloniais de edificação, trazendo um novo conceito de técnicas de construção.
Após sua morte em Junho de 1928, criaram um Comitê Pró-Monumento a Ramos de Azevedo que tinha como finalidade reconhecer sua memória e importância para a cidade de São Paulo. Foi nessa época que se abriu um concurso para avaliar e escolher o melhor projeto para homenagear o Ramos e as intenções de comemoração que tivesse relevância histórico-social. Foi a partir desse concurso que o projeto do artista italiano, Galileo Emendabili foi o vencedor.
No fim do século XIX, muda-se para São Paulo, passando a projetar residências para a elite da cidade. Em pouco tempo, transformou-se no principal influenciador da arquitetura local, envolvendo-se nas discussões e projetos urbanísticos e educacionais de São Paulo, que iniciava um acelerado processo de crescimento econômico e populacional.
Foi o primeiro diretor do Liceu de Artes e Ofícios e da Pinacoteca do Estado, para os quais projetou um grandioso edifício no Jardim da Luz. Participou da fundação da Escola Politécnica e de seu Laboratório Tecnológico, atual Instituto de Pesquisas Tecnológicas, e criou seus primeiros edifícios (atual sede do Arquivo Histórico Municipal Washington Luís). Projetou também o Teatro Municipal, o Mercado Paulistano, o Palácio das Indústrias, o Palácio da Justiça, o Palácio dos Correios, o Colégio Sion, entre outros edifícios.

## Galileo Emendabili
Nasceu na cidade de Ancona na Itália no ano de 1898, e se tornou um dos maiores escultores de sua época. Sua carreira nas artes começou em 1915, matricula-se em um curso especializado em esculturas da Academia Real de Belas Artes de Urbino, na Itália. Executa seu primeiro monumento em 1921. Sua vinda para o Brasil aconteceu no ano de 1923, estabelecendo-se na cidade de São Paulo, posteriormente começa a trabalhar como entalhador no Liceu de Artes e Ofícios de São Paulo - Laosp.
Seu primeiro reconhecimento em terras brasileiras foi quando ganhou o 1º prêmio no Concurso Internacional para o Monumento a Pereira Barreto, inaugurado em 1928, na Praça Marechal Deodoro. Entretanto, foi ano de 1934 que o escultor se consagra e executa sua mais famosa obra, o Monumento aos Heróis Constitucionalista, conhecido popularmente como Obelisco do Ibirapuera ou Obelisco de São Paulo, trata-se de um monumento funerário, uma das especialidades de Emendabili.
Outro famoso Monumento no qual o escultor concebeu e executou foi o Monumento a Ramos de Azevedo, inaugurado em 1934. Sendo uma de suas principais obras. Seu projeto lhe rendeu prêmios. Suas obras também podem ser vistas em mausoléus de diversos cemitérios em São Paulo.

## Histórico do monumento

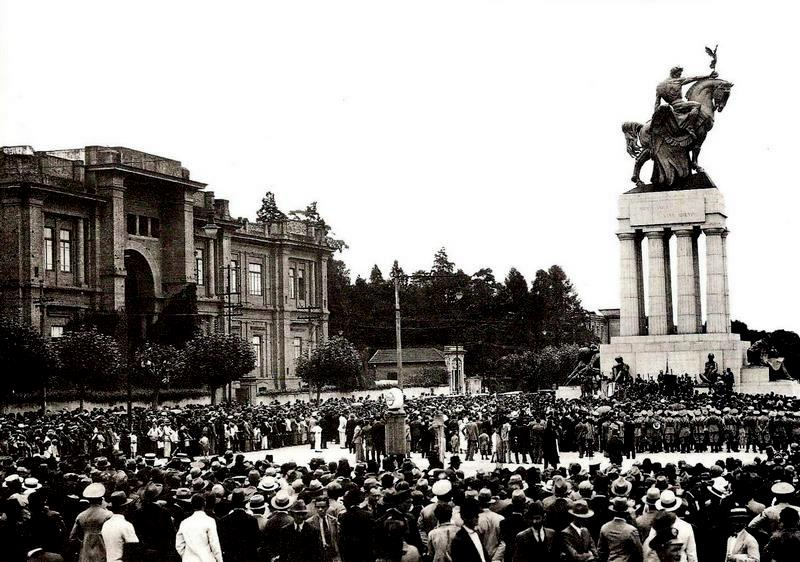
Inauguração do monumento, em 25 de janeiro de 1934. Ao fundo, a Pinacoteca do Estado

Após a morte de Ramos de Azevedo, em 1º de junho de 1928, registraram-se inúmeras homenagens e honrarias ao arquiteto. Pouco após sua morte, um concurso é aberto pela sociedade civil para realização de um monumento em sua memória. O projeto escolhido foi o apresentado pelo escultor italiano Galileo Emendabili, aprovado pela comissão julgadora com algumas modificações. Radicado em São Paulo desde 1923, Emendabili integrou-se rapidamente à cena artística paulistana, vencendo diversos concursos para execução de monumentos da cidade, sendo mais famoso deles o Obelisco do Ibirapuera.
Para financiar a construção do monumento abriu-se um fundo para o recolhimento de doações, atingindo um montante de 1005 contos de réis, quantia bastante significativa para a época. Na construção do pedestal e das fileiras de colunas dóricas, utilizou-se granito. A fundição dos grupos escultóricos em bronze, idealizados por Emendabili, ficou a cargo de Giuseppe Rebellato. A construção foi provavelmente inteira realizada nas oficinas do Liceu de Artes e Ofícios. Após seis anos de construção, o monumento foi inaugurado em 25 de janeiro de 1934, aniversário da cidade. O discurso de inauguração coube ao professor Luís Inácio de Anhaia Melo, que sintetizou da seguinte maneira a importância do arquiteto:
| “ | Ramos de Azevedo foi o centro em torno do qual gravitou o renascimento arquitetônico da cidade de São Paulo. | ” |

Localizado a princípio em frente ao edifício do Liceu de Artes e Ofícios (atual Pinacoteca do Estado), na avenida Tiradentes, o monumento foi desmontado e retirado do local em 1967, sob muitas críticas, em virtude das obras para a construção do metrô. Foi transferido para a Cidade Universitária e reinaugurado em 1973, nas proximidades do prédio do Biênio da Escola Politécnica, onde permanece até hoje. Em 1999, passou por uma reforma.

## Descrição do monumento

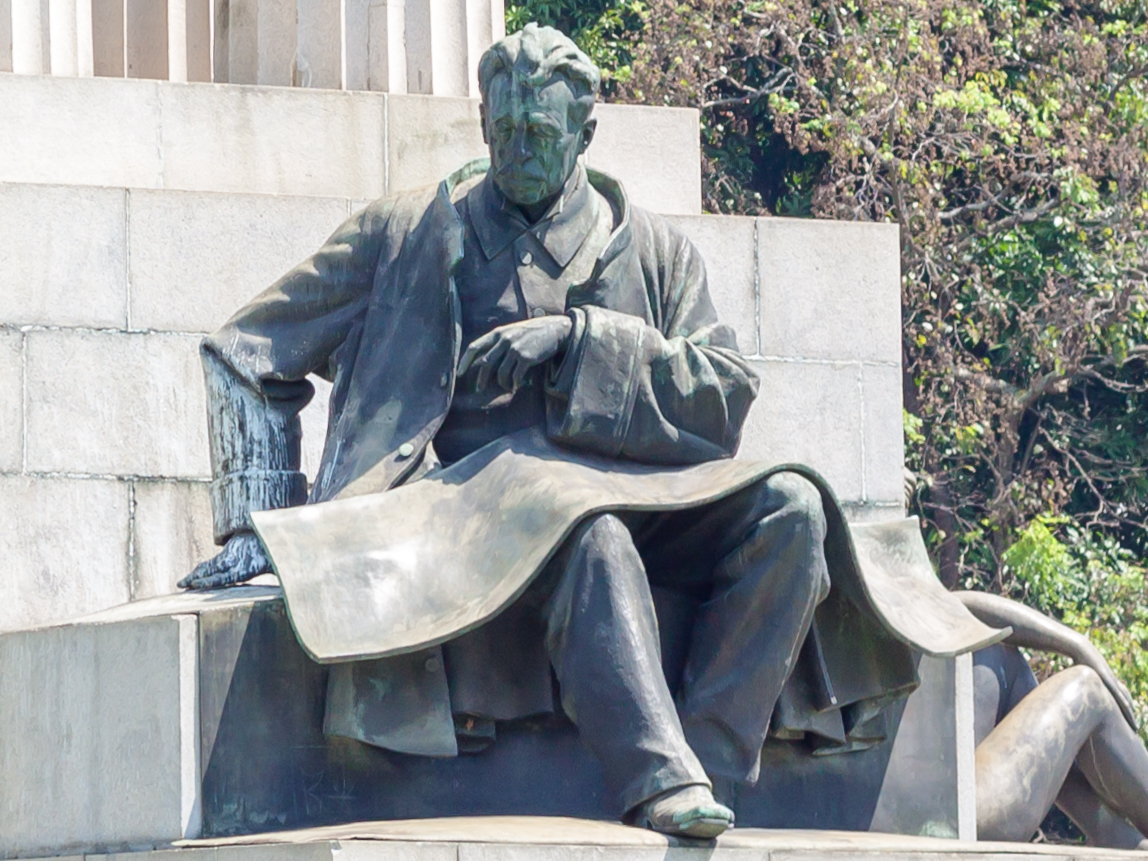
Monumento a Ramos de Azevedo

Conjunto escultórico de grandes proporções, todo executado em granito Itaquera e bronze, o Monumento a Ramos de Azevedo é composto por uma grande base retangular, com 15,5 metros de comprimento por 13 metros de largura e 5,6 metros de altura. Sobre esta base, erguem-se duas fileiras de colunas dóricas, ambas sustentando uma arquitrave onde se apóia a figura com o cavalo alado, no topo. A altura total do monumento é de 23,7 metros, pesando ao todo 22 toneladas.
O grupo em bronze no topo do monumento é uma alegoria do Progresso. Representa a figura do Gênio, montado em um cavalo alado, e em cuja mão repousa a deusa Nice, personificação da Vitória.
Para realizar o trabalho de fundição das esculturas em bronze o responsável foi Giuseppe Rebellato que era o artista mais capacitado fundidor artístico do Brasil.
Acima das demais esculturas, o artista concebe a figura de Ramos de Azevedo, modelando e compondo o conjunto da obra. Ramos, está sentado e parece observando seus projetos, nas mãos possui plantas de obras.
As Musas
Estão presentes na obra em pares, dispostas nas duas laterais maiores do monumento. As Musas exalam sensualidade e feminilidade, suas peles são feitas de bronze, visível e impressionante aos visitantes. Cada Musa representa a inspiração de Ramos de Azevedo na Engenharia, Pintura, Escultura e Arquitetura.
Os Construtores
As esculturas possuem movimento e virilidade, se contrapondo com "As Musas" que são delicadas e sensíveis. A figura dos construtores é definida com feixes musculares, que revelam a força do trabalho, do saber e do criar. Essa representação alegórica do trabalho faz referência ao progresso junto ao brasão da Cidade de São Paulo.

## Transferência
Pesando 22 toneladas e com 25 metros de altura, o Monumento a Ramos de Azevedo foi transportado da Avenida Tiradentes, em frente ao Liceu de Artes e Oficios, recentemente a Pinacoteca. A enorme escultura ficava próxima das construções idealizadas e executadas por Ramos de Azevedo, porém com a criação do eixo norte-sul do metrô, o monumento acabou se encontrando entre o trajeto, atrapalhando a obra de ligação entre a Avenida e o Vale do Anhangabaú.
Após algumas discussões e crítica o monumento foi desmontado, entretanto começou a discussão de onde a escultura seria instalada. Na época, foram cogitados instalar o monumento no Jardim da Luz, próxima a praça onde se encontra o Edifício Ramos de Azevedo. No ano de 1972, a prefeitura decidiu que ele seria montado na Cidade Universitário, no entanto, apenas oito anos depois de desmontado, a escultura foi montada na USP, próxima à Escola Politécnica, escola na qual Ramos de Azevedo foi um dos criadores.  O monumento passou vários anos desmontado aos pedaços no Jardim da Luz.
Durante as obras de expansão metroviárias, o monumento não foi o único que estava no meio do trânsito da cidade. O monumento "José Bonifácio, o Moço” também precisou ser desmontado, porém não teve a mesma sorte, pois não foi inteiramente reerguido, sobrou da escultura apenas a estátua do homenageado, que pode ser encontrada nos dias de hoje na entrada da Faculdade de Direito.
As principais críticas sobre a transferência foi que o monumento ficou instalado em um local de pouca visibilidade e longe do contexto histórico, pois para especialistas a arte é portadora de determinada cultura e testemunhos de valores e história de uma sociedade. O monumento poderia também sofrer danos por ser uma estrutura rara e pesada.

## Conservação do monumento
O Monumento Ramos de Azevedo ficou exposto ao tempo por um longo período, sofrendo deterioração principalmente nos anos em que foi desmontado e ficou abandonado no Jardim da Luz. A obra em questão já passou por algumas análises para que fosse possível identificar em que estado de conservação ela se encontra após a remontagem e a recuperação na Cidade Universitária.
O monumento composto por granito Itaquera e bronze possui sete figuras acopladas à peça principal, pesando ao todo 22 toneladas e alcançando uma altura de 25 metros.
Foram realizadas as seguintes técnicas:
- Espectrofotometria: Utilização das frequências emitidas pelas cores para análise de substância.
- Velocidade de onda ultrassônica: Utilização da emissão e retorno das ondas no material, usando velocidade e frequência da     onda para tirar bases do material.
- Esclerômetro ou martelo de Schmidt: Equipamento que causa impacto no material, calculando a dureza/resistência do mesmo.
- Tubo de Karsten: Usado para verificar a porosidade, utilizando a infusão de umidade do material.

Todos os métodos utilizados neste diagnóstico são considerados não destrutivos, assim não houve nenhum tipo de lesão na rocha, mantendo a preservação do patrimônio histórico e cultural intacta.
Ao final dos resultados obtidos nos testes realizados, pôde-se concluir que o Monumento Ramos de Azevedo, embora atualmente sujo e amarelado, se encontra em bom estado de conservação.

## Galeria

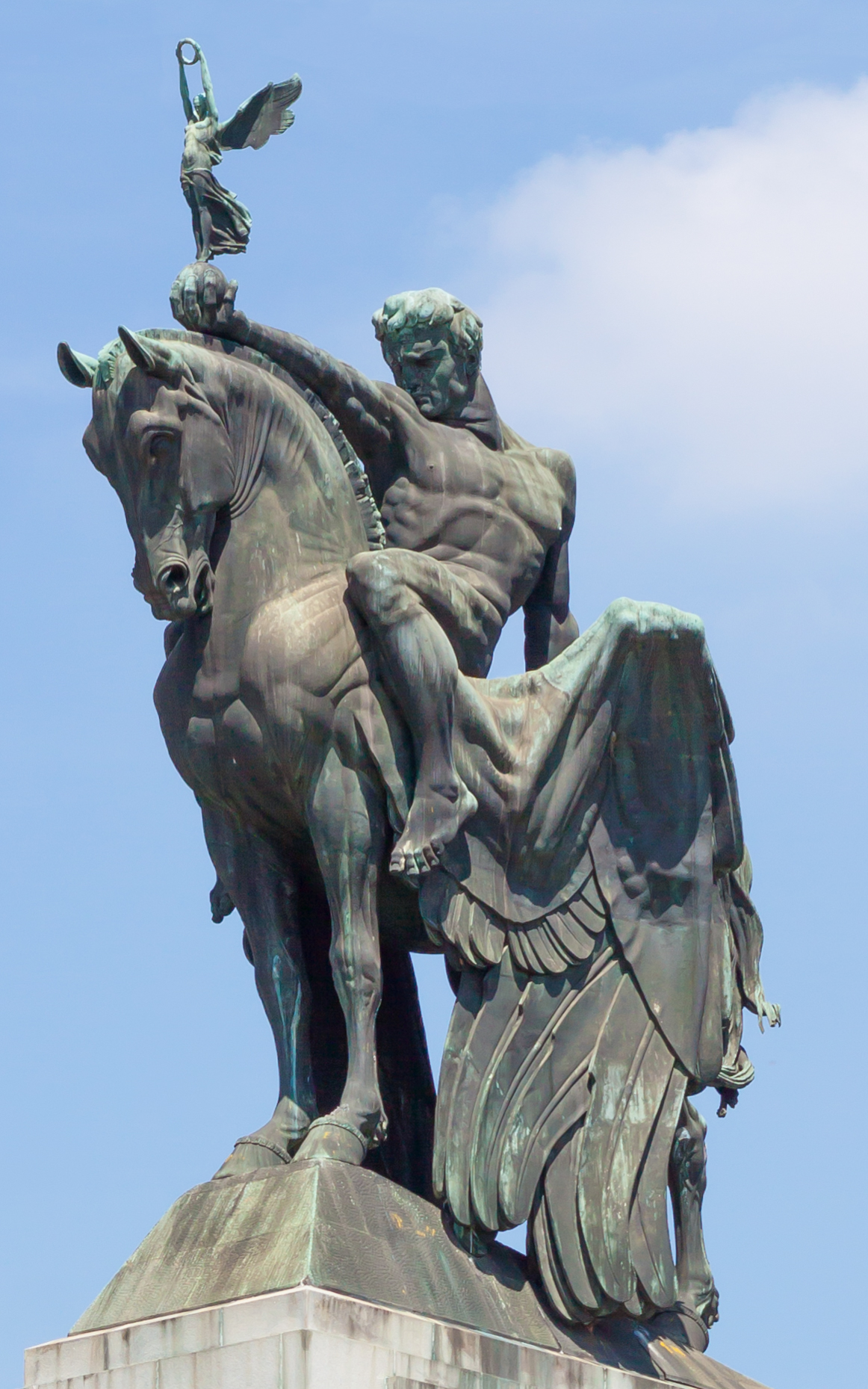
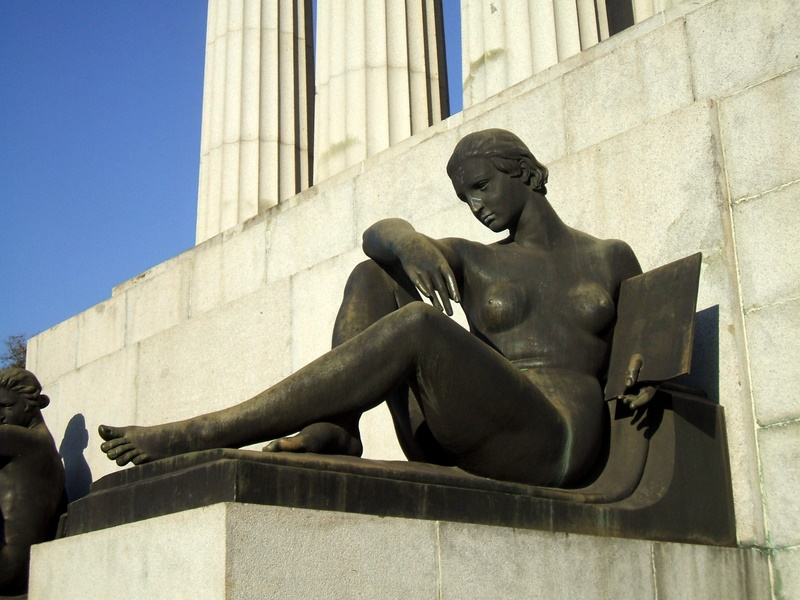
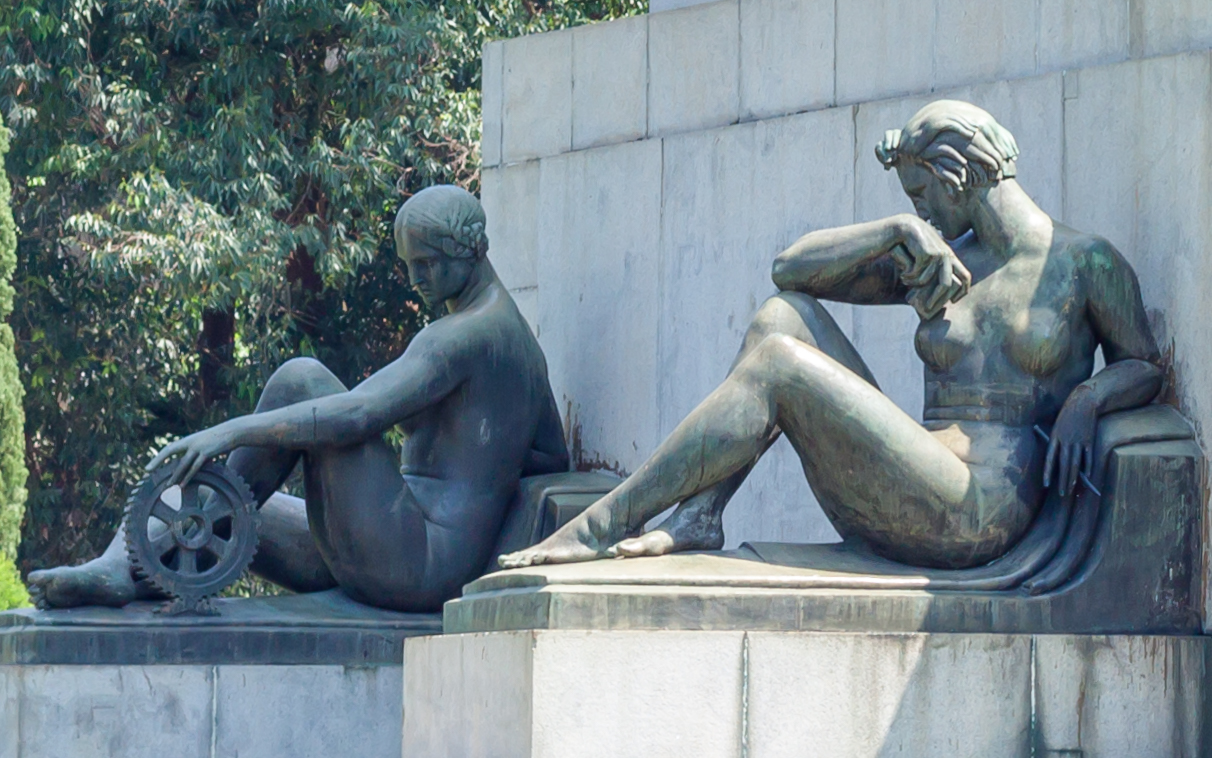
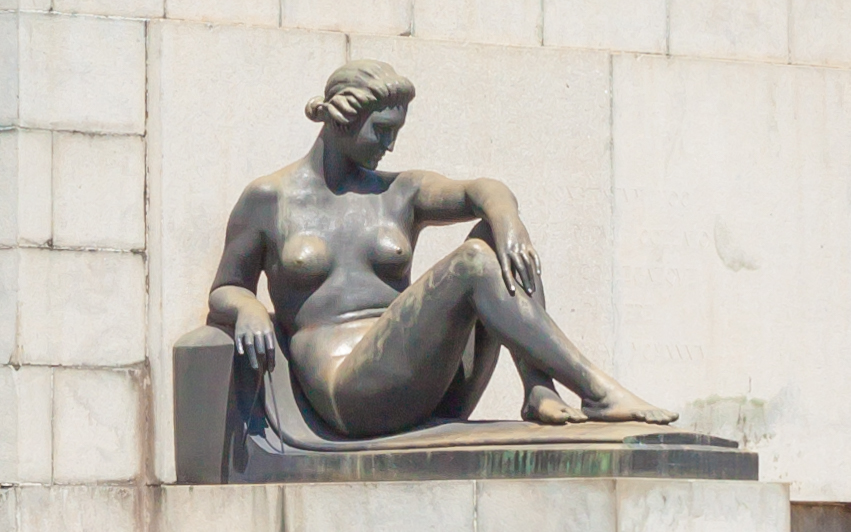
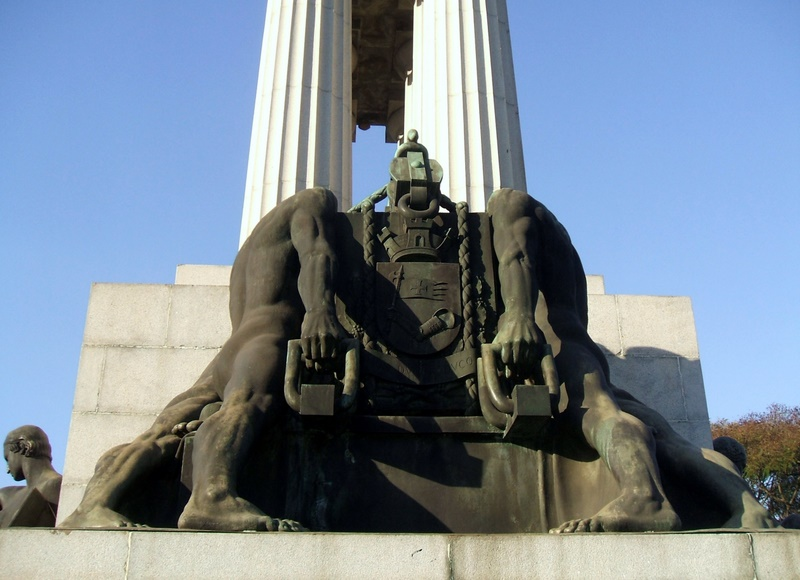